# Cantó de Ribécourt-Dreslincourt
El cantó de Ribécourt-Dreslincourt és un cantó francès del departament de l'Oise, situat al districte de Compiègne. Té 17 municipis i el cap és Ribécourt-Dreslincourt.

## Municipis
- Bailly
- Cambronne-lès-Ribécourt
- Carlepont
- Chevincourt
- Chiry-Ourscamp
- Longueil-Annel
- Machemont
- Marest-sur-Matz
- Mélicocq
- Montmacq
- Pimprez
- Le Plessis-Brion
- Ribécourt-Dreslincourt
- Saint-Léger-aux-Bois
- Thourotte
- Tracy-le-Val
- Vandélicourt

## Història
| Data d'elecció                           | Identitat        | Partit                        | Qualitat |
| ---------------------------------------- | ---------------- | ----------------------------- | -------- |
| 1945-1949                                | M. Pinchon       | PCF                           |          |
| 1949-196.                                | M. Mair          | divers droite, després RPF    |          |
| 196.-1979                                | Amédée Bouquerel | UNR, després UDR, després RPR |          |
| 1979-1992                                | Roland Florian   | PS                            |          |
| 1992-2012                                | Patrice Carvalho | PCF                           |          |
| 2012-                                    | Hélène Balitout  | PCF                           |          |
| les dades anteriors no són pas conegudes |                  |                               |          |
|                                          |                  |                               |          |

## Demografia
| A partir de 1990: Població sense dobles comptes |